# Carlinhos Bala
José Carlos da Silva (Recife, 17 de setembro de 1979), mais conhecido como Carlinhos Bala, é um ex-futebolista brasileiro que atuava como atacante.

## Carreira

### Santa Cruz e Cruzeiro
Carlinhos Bala ficou nacionalmente conhecido em 2005, quando foi um dos protagonistas na boa campanha do Santa Cruz na temporada, conquistando o acesso à Série A do Brasileiro e o título do Campeonato Pernambucano. Pelo seu bom desempenho, foi contratado pelo Cruzeiro em maio de 2006. No entanto, não conseguiu se firmar na equipe mineira e declarou que, apesar do seu potencial, teve poucas oportunidades.

### Sport
Emprestado ao Sport em janeiro 2007, Carlinhos Bala foi o artilheiro do time na temporada, com 14 gols, contribuindo para a permanência do time rubro-negro na Série A. O jogador marcou gols importantes no Campeonato Brasileiro, como na vitória por 1–0 contra o Figueirense, fora de casa, e também no triunfo por 3–1 contra o Palmeiras, em casa, quando marcou duas vezes.
Após uma longa negociação entre o Leão e o clube mineiro, Bala seguiu na Ilha do Retiro por mais um ano, renovando seu contrato em janeiro de 2008. Nesse ano o jogador foi um dos protagonistas do título inédito do Sport de campeão da Copa do Brasil. No dia 11 de junho, no segundo jogo da final contra o Corinthians, realizado na Ilha do Retiro, Carlinhos Bala abriu o placar na vitória por 2–0. Após a conquista, o atacante se declarou iluminado e revelou que "falou com Deus" antes da partida.
Conforme o serviço de registros de jogadores da Confederação Brasileira de Futebol (CBF), seu contrato de empréstimo com o clube recifense foi até 31 de dezembro.

### Náutico e Atlético Goianiense
Em 2009, acertou com o Náutico e logo virou camisa 10 e capitão da equipe. Em julho de 2010 foi dispensado, segundo a diretoria, por motivos de indisciplina. No mês de julho do mesmo ano, passou a defender o Atlético Goianiense. Porém, por não estar sendo utilizado, rescindiu seu contrato em outubro.

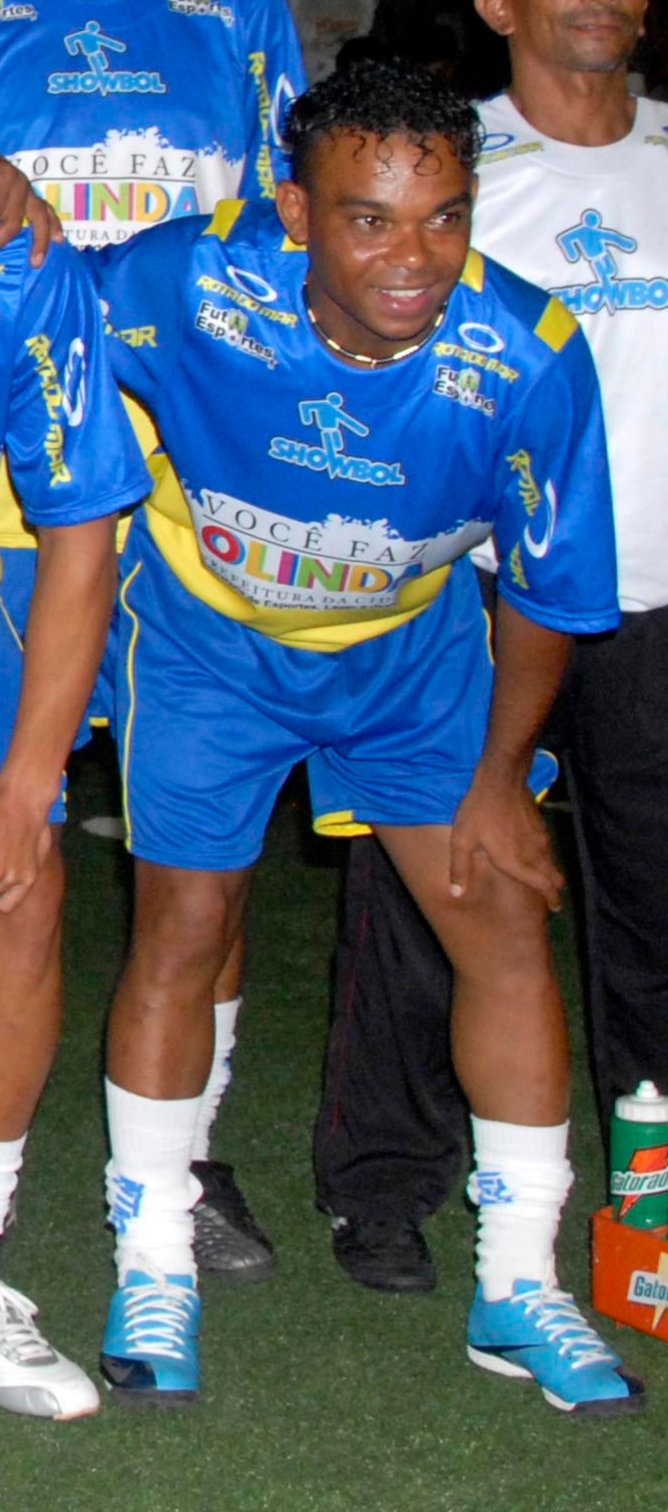
Carlinhos Bala em 2010

### Retorno ao Sport
Em dezembro de 2010, o atleta acertou seu retorno ao Sport para a temporada de 2011. Numa partida do Campeonato Pernambucano ele chegou a atuar como goleiro, já que Saulo, goleiro que estava atuando no jogo contra o Vitória das Tabocas, ao marcar o gol da vitória do Sport aos 46 minutos do segundo tempo, se machucou na hora da comemoração. Como o técnico Geninho já havia feito as três substituições, Bala foi jogar no gol nos minutos finais da partida. Em julho do mesmo ano, Carlinhos Bala foi dispensado do clube pernambucano e acertou com o Fortaleza.

### Retorno ao Santa Cruz
Acertou seu retorno ao Santa Cruz no ano de 2012, sendo anunciado oficialmente no dia 16 de janeiro. O atacante novamente conquistou o Campeonato Pernambucano pelo clube tricolor, mas ao término da competição, não teve seu contrato renovado pela diretoria.

### Potiguar de Mossoró
Em março de 2015, acertou com o Potiguar de Mossoró e afirmou que desejava se tornar o Rei do Rio Grande do Norte". No dia 8 de abril, Carlinhos deixou a torcida do Potiguar de Mossoró mais do que empolgada, marcando os três gols na vitória sobre o Alecrim por 3–2. A empolgação com a apresentação foi tanta que o atacante fez uma cobrança inusitada: ter os gols exibidos no telejornal Fantástico. Foi o primeiro hat-trick marcado pelo jogador.

### América-PE e Tricordiano

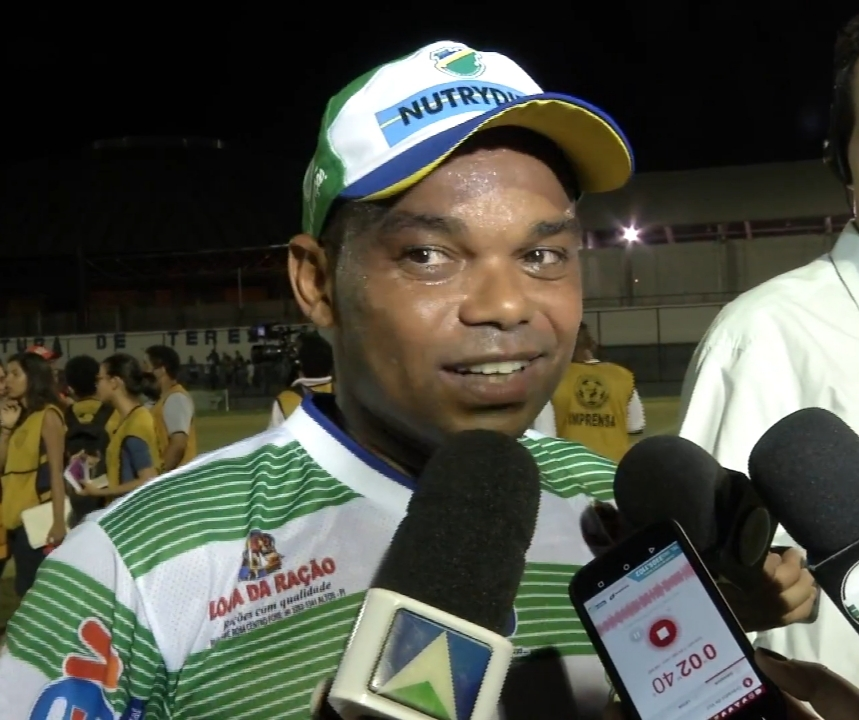
Carlinhos Bala em 2016, pelo Altos

Bala resolveu voltar a sua terra querida em 2016, assinando com o América-PE para a disputa do Campeonato Pernambucano. Deixou a equipe em novembro do mesmo ano, acertando com o Tricordiano para a disputa do Campeonato Mineiro de 2017. No entanto, o atacante não se apresentou a tempo e teve seu contrato rescindido.

### Barreiros
Carlinhos Bala chegou a anunciar a aposentadoria em 2018, mas mudou de ideia e voltou aos gramados três anos depois, sendo anunciado pelo Barreiros em agosto de 2021. Aos 41 anos, o atacante chegou para reforçar a equipe de Barreiros na segundona do estadual.

## Pós-aposentadoria

### Política
Já fora do futebol profissional, Carlinhos Bala resolveu tentar a sorte na politica; em 2020 o ex-atacante se candidatou a vereador no Recife pelo partido Progressistas (PP). No entanto, a carreira na politica não foi longa e Carlinhos não conseguiu se eleger a vereador após ter recebido 1 329 votos.

### Futebol americano
Em agosto de 2023, aos 43 anos, Carlinhos Bala foi anunciado como novo reforço do Recife Mariners, time de futebol americano. O ex-atacante atuou como kicker da equipe na Liga BFA.

## Títulos
Santa Cruz
- Campeonato Pernambucano: 2005 e 2012

Sport
- Campeonato Pernambucano: 2007 e 2008
- Copa do Brasil: 2008

### Artilharias
Santa Cruz
- Campeonato Pernambucano de 2006 (20 gols)